# US Rumelange
Union Sportive Rumelange – luksemburski klub piłkarski z siedzibą w mieście Rumelange.

## Osiągnięcia
- Wicemistrz Luksemburga (3): 1967/68, 1969/70, 1971/72
- Puchar Luksemburga (2): 1967/68, 1974/75
- Finał Pucharu Luksemburga (2): 1981/82, 1983/84

## Historia
US Rumelange założony został 1 października 1907 roku. Podczas niemieckiej okupacji w okresie II wojny światowej, trwającej w latach 1940–1944, klub nosił nazwę FV Rümelingen.
Wicemistrzostwo i Puchar Luksemburga zdobyte w sezonie 1967/68 zapoczątkowały najlepszy okres w historii klubu, który trwał do połowy lat 80. Pierwszy zdobyty puchar krajowy pozwolił na występ w europejskich pucharach - w Pucharze Zdobywców Pucharów w sezonie 1968/69. Losowanie było dość szczęśliwe, gdyż pierwszym rywalem okazał się maltański klub Sliema Wanderers. W swoim pierwszym meczu w europejskich pucharach US Rumelange odniósł zwycięstwo 2:1. Porażka 0:1 w rewanżu oznaczała, że dalej awansowała drużyna z Malty.
Jako wicemistrzowie Luksemburga w sezonie 1969/70 US Rumelange wziął udział w Pucharze Miast Targowych w sezonie 1970/71. Już w pierwszej rundzie luksemburska drużyna odpadła w starciu ze słynnym włoskim klubem Juventus F.C., tracąc w obu meczach aż 11 bramek.
Kolejne wicemistrzostwo z sezonu 1971/72 dało klubowi szansę na kolejny start w tym samym pucharze, który jednak zmienił już wsześniej nazwę. W Pucharze UEFA w sezonie 1972/73 drużyna z Luksemburga trafiła na jeden z najsilniejszych wówczas klubów świata - Feyenoord. Poniesione porażki były jeszcze dotkliwsze - w dwumeczu z holenderską drużyną US Rumelange stracił aż 21 bramek.
Zdobycie Pucharu Luksemburga w sezonie 1974/75 pozwoliło na ostatni jak dotąd występ US Rumelange w europejskich pucharach - w Pucharze Zdobywców Pucharów w sezonie 1975/76. W pierwszej rundzie przeciwnikiem był jugosłowiański klub FK Borac Banja Luka. Także i w tym przypadku drużyna z Luksemburga dwukrotnie została rozgromiona, tracąc łącznie 14 bramek. Jedyna różnica polegała na tym, że tym razem zespołowi luksemburskiemu udało się zdobyć bramkę.
W pierwszej połowie lat 80. US Rumelange dwukrotnie dotarł do finału Pucharu Luksemburga - w 1982 przegrał 1:2 z Red Boys Differdange, a w 1984 przegrał 1:4 z Avenir Beggen.
W sezonie 1984/85 klub zajął ostatnie, 12 miejsce i spadł do II ligi. Oznaczało to początek słabego okresu w historii US Rumelange. Początkowo klub szybko powrócił do pierwszej ligi po zajęciu drugiego miejsca w II lidze w seronie 1986/87. Powrót był jednak nieudany, gdyż US Rumelange znów zajął ostatnie, 12 miejsce i spadł do II ligi. Banicja tym razem trwała długo i klub dopiero w sezonie 1995/96 zajął drugie miejsce w II lidze i awansował do I ligi. Odtąd US Rumelange zaczął skakać między I a II ligą - w 1997/98 11 miejsce i spadek, 1998/99 1 miejsce i awans, w 2003/04 spadek po barażach, w 2004/05 powrót i w 2005/06 ponownie spadek po barażach. Obecnie gra w Éierepromotioun.

## Europejskie puchary
Legenda do wszystkich tabel:
- Q – runda eliminacyjna, 1/16, 1/8, 1/4, 1/2 – odpowiednia faza rozgrywek, Grupa – runda grupowa, 1r gr – pierwsza runda grupowa, 2r gr – druga runda grupowa, F – finał, R – runda, PO – play-off
- k. – rzuty karne, los. – losowanie, Dogr. – dogrywka, w. – zasada bramek strzelonych na wyjeździe

| Sezon   | Rozgrywki                 | Runda | Przeciwnik       | Dom  | Wyjazd | Ogólnie |
| ------- | ------------------------- | ----- | ---------------- | ---- | ------ | ------- |
| 1968/69 | Puchar Zdobywców Pucharów | 1R    | Sliema Wanderers | 2–1  | 0–1    | 2–2, w. |
| 1970/71 | Puchar Miast Targowych    | 1R    | Juventus F.C.    | 0–4  | 0–7    | 0–11    |
| 1972/73 | Puchar UEFA               | 1R    | Feyenoord        | 0–12 | 0–9    | 0–21    |
| 1975/76 | Puchar Zdobywców Pucharów | 1R    | Borac Banja Luka | 1–5  | 0–9    | 1–14    |